# Dewar's
Dewar's er et skotsk whisky-mærke, som ejes af Bacardi. Dewar's White Label er blandt de bedst sælgende skotske blends i USA.

## Historie
Dewar's-mærket blev skabt af John Dewar, Sr. i 1846. Under hans to sønner, John A. Dewar Jr. og Thomas "Tommy" Dewar, blev mærket globalt markedsledende i løbet af de næste 50 år. Tommy Dewar udgav rejsejournalen Ramble Round the Globe, der skildrede hans rejser og markedsførte firmaets produkter. I 1896 opførte Dewar's Aberfeldy Distillery, som siden har leveret en stor del af den malt, der indgår i firmaets blends.
Dewar's opgik i Distillers Company i 1925. I 1986 opkøbte Guinness Distillers, for så i 1997 at fusionere med Grand Metropolitan og danne Diageo. Året efter solgte Diageo Dewar's-mærket til Bacardi.

## Dewar's-produkter
- Dewar's White Label – skabt i 1899 by John Dewar & Sons første master blender, A.J. Cameron. Firmaets bedstsælgende produkt.[2]
- Dewar's 12 – Tolv år gammel.[3] Skabt af den sjette master blender, Tom Aitken.[4]
- Dewar's 18 – 18 år gammel
- Dewar's Signature – indeholder bl.a. 27 år gammel malt.[5][6]

## Destillerier
Selskabet ejer fem whiskydestillerier i Skotland:
- Aberfeldy[7]
- Aultmore[8]
- Craigellachie
- Macduff
- Royal Brackla

### Læs mere
- Buxton, Ian (2010). The Enduring Legacy of Dewars: A Company History. Glasgow: Neil Wilson Publishing Ltd. ISBN 978-1906476052.
- MacLean, Charles (2012). 500 af de bedste whiskyer i verden. København: Nyt Nordisk Forlag Arnold Busck. ISBN 978-87-17-04283-4.

## Eksterne links
- John Dewar & Sons Scotch whisky homepage Arkiveret 10. juni 2011 hos  Wayback Machine
- Homepage of Dewar's Aberfeldy Distillery Arkiveret 20. november 2020 hos  Wayback Machine
- Dr. Whisky Arkiveret 15. april 2017 hos  Wayback Machine on Dewar's